# Hvězdárna a planetárium Teplice

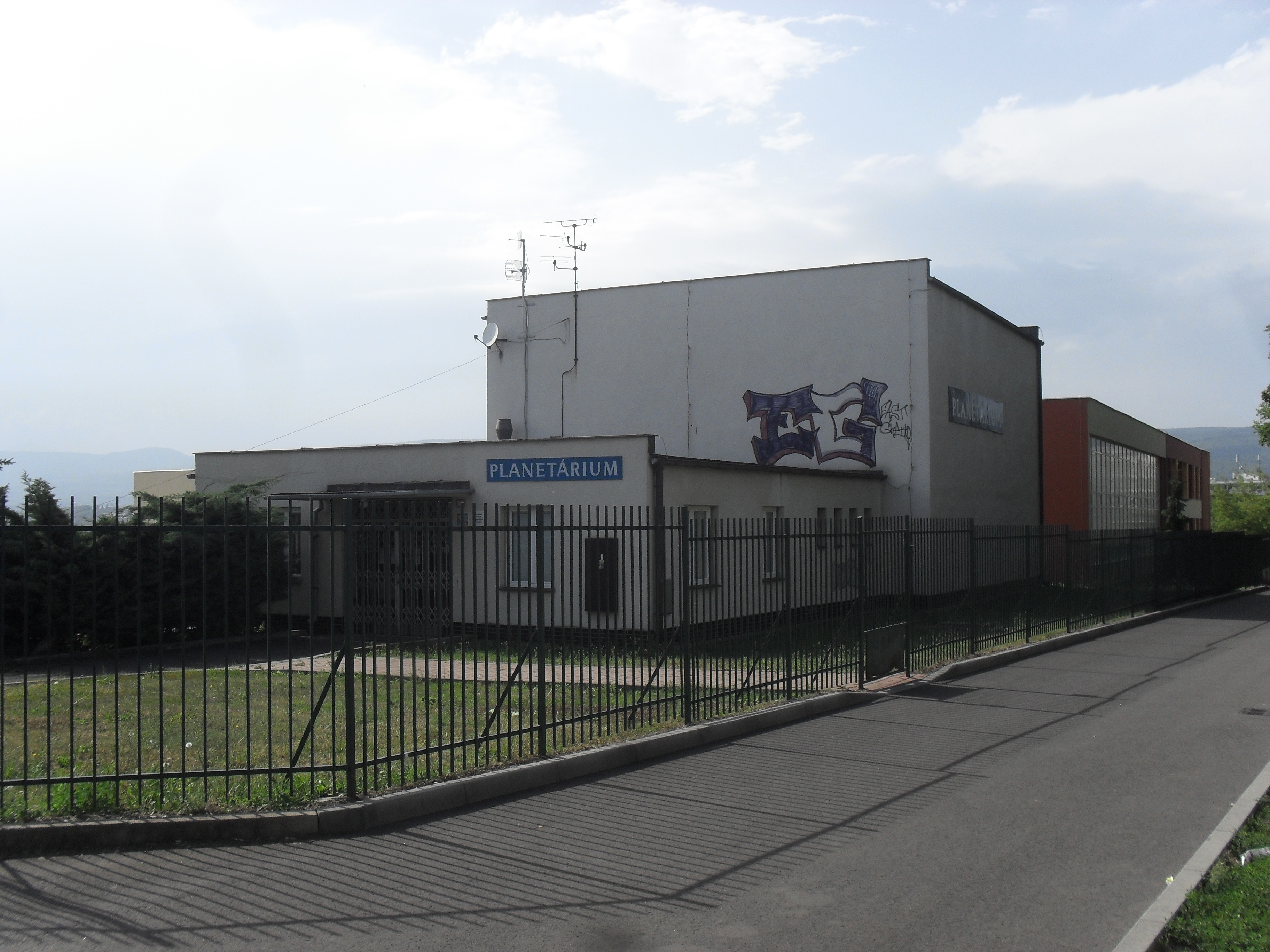
Teplické planetárium v Koperníkově ulici v teplické čtvrti Šanov

Hvězdárna a planetárium Teplice je veřejná hvězdárna a planetárium v severočeských Teplicích. Je to příspěvková organizace řízená odborem kultury a památkové péče Krajského úřadu Ústeckého kraje. Hvězdárna se nachází na Písečném vrchu na jihovýchodním okraji Teplic v nadmořské výšce 265 m n. m., planetárium je umístěno v městské části Šanov v Koperníkově ulici necelý kilometr od hvězdárny. Hlavní činností hvězdárny a planetária je popularizace astronomie a příbuzných věd a zprostředkování nových poznatků z těchto oborů široké veřejnosti a žákům a studentům škol. Hvězdárna je vybavena 43cm zrcadlovým dalekohledem se světelností f/6,8 a řadou dalších menších přístrojů. Ředitelem hvězdárny je Zdeněk Moravec.
Hvězdárna dr. Antonína Bečváře v Mostě je od roku 1974 pobočkou Teplické hvězdárny. Hvězdárna a planetárium v Teplicích se svou pobočkou v Mostě jsou jedinými takovými institucemi na území Ústeckého kraje.

## Historie
Výstavba hvězdárny začala v roce 1957 v rámci akce Z, šlo o pozorovatelnu astronomického kroužku při Kulturním a společenském středisku v Teplicích. Dokončena byla v roce 1963, 6. července toho roku proběhlo první veřejné pozorování na pozemku před hvězdárnou – šlo o částečné zatmění Měsíce. Od 1. března 1964 fungovala jako Lidová hvězdárna v Teplicích, ale pozorování stále probíhalo na pozemku před hvězdárnou. Kopule byly zprovozněny po opravě v roce 1968, v polovině roku 1969 získala hvězdárna nový přístroj, 15cm čočkový dalekohled vyrobený Štefánikovou hvězdárnou v Praze. Stavba planetária byla plánována už od konce 60. let, ale velmi dlouho se hledalo vhodné místo, kde by se planetárium dalo postavit. Na konci 80. let bylo rozhodnuto o umístění planetária v městské čtvrti Šanov nedaleko hvězdárny na pozemku základní a mateřské školy. Planetárium bylo slavnostně otevřeno 21. června 1995.
V únoru roku 2014 byl uveden do provozu nový zrcadlo–čočkový dalekohled typu modifikovaný Dall–Kirkham o průměru zrcadla 43 cm na německé paralaktické montáži.
V rámci plánované rekonstrukce byla v únoru roku 2016 vyměněna stará severozápadní kopule za novou, sloužit bude především jako sluneční pozorovatelna. V květnu 2017 byla hvězdárna na Písečném vrchu uzavřena a začala její plánovaná rekonstrukce. Ta spočívala v úplné přestavbě hlavní budovy mezi oběma kopulemi a vybudování vyhlídkové terasy na její střeše. Přestavba trvala 13 měsíců a stala se stavbou Ústeckou kraje za rok 2018.

## Popularizační činnost
Hlavní činností hvězdárny a planetária je popularizace vědeckých poznatků z astronomie a jiných věd mezi širokou veřejnost. Je tomu přizpůsobena jak svou snadnou dostupností, tak také přístrojově a personálně. Hvězdárna je otevřená každou sobotu od 13 hodin, kdy za jasného počasí probíhá pozorování Slunce a v sobotu večer následuje pozorování večerní a noční oblohy. Večerní otevírací doba je přizpůsobena ročnímu období. Planetárium je otevřené každou středu a neděli od 19 hodin, navíc v neděli od 14 hodin probíhají v planetáriu pořady pro děti.
Hvězdárna a planetárium nabízí celou řadu pořadů pro školy od mateřských až po střední. Jejich hlavním cílem je seznámit žáky a studenty se základy našich znalostí o vesmíru, Zemi a jejím nejbližším okolí. Na hvězdárně jsou také organizovány dva astronomické kroužky, pro starší žáky základních škol a pokročilé studenty především ze středních škol.
Kromě toho probíhají na hvězdárně pozorování výjimečných astronomických úkazů jako jsou například zatmění Slunce a Měsíce. Hvězdárna také hostí akci Café Nobel, neformální setkání veřejnosti s vědci u kávy, kterou pořádá Univerzita Jana Evangelisty Purkyně v Ústí nad Labem.
Celková návštěvnost planetária a Teplické a Mostecké hvězdárny byla v roce 2014 asi 11 500 lidí.

## Odborná činnost
Na hvězdárně v Teplicích, podobně jako na jiných tzv. lidových hvězdárnách, probíhá také odborná činnost, která přispívá k rozšiřování našich znalostí o Zemi a vesmíru. Zde se věnují pozorování zákrytů hvězd planetkami pomocí citlivé televizní kamery umístěné v ohnisku dalekohledu. Toto pozorování slouží k velmi přesnému určení průměru planetky, která hvězdu zakrývá, pokud je pozorování víc, tak také k přibližnému určení jejího profilu. Dříve se na hvězdárně také pozorovaly zákrytové dvojhvězdy, a byla zde umístěna celooblohová kamera na pozorování bolidů, tedy velmi jasných meteorů. Kamera byla později přesunuta kvůli silným exhalacím a také světelnému znečištění ve městě do Růžové na Děčínsku.

## Přístrojové vybavení

### Hvězdárna
Hvězdárna má dvě kopule označené podle světových stran. V severozápadní kopuli, která prošla nedávno celkovou rekonstrukcí, jsou umístěny dalekohledy na pozorování Slunce, především čočkový dalekohled Carl Zeiss Jena s průměrem 15 cm a světelností f/15, vyrobený Štefánikovou hvězdárnou v Praze. Je umístěn na paralaktické montáži od firmy Carl Zeiss Jena. Další, menší dalekohledy na téže montáži slouží k pozorování chromosféry Slunce.
V jihovýchodní kopuli je umístěn 43cm zrcadlo–čočkový dalekohled typu modifikovaný Dall–Kirkham se světelností f/6,8 na paralaktické montáži, největší přístroj hvězdárny. Využívá se k pozorováním pro veřejnost, ale také k odborné činnosti, tedy k pozorování zákrytů hvězd planetkami. V kopuli je také k dispozici přenosný školní zrcadlový dalekohled typu Cassegrain s průměrem 15 cm a světelností f/15 s meniskem.

### Planetárium
Teplické planetárium patří mezi malá, ale technicky dobře vybavená planetária. Kopule astrosálu má průměr 10 metrů. Hlavním přístrojem je projekční planetárium ZKP2 od firmy Carl Zeiss Jena. Planetárium je dále vybaveno řadou dalších projektorů a zvukovou aparaturou.